# Plesictis
Il plesitto (gen. Plesictis) è un mammifero carnivoro estinto, forse appartenente ai mustelidi. Visse tra l'Oligocene superiore e il Miocene inferiore (circa 28 - 20 milioni di anni fa) e i suoi resti fossili sono stati ritrovati in Europa e in Asia.

## Descrizione
Lungo circa 75 centimetri, questo piccolo predatore era dotato di grandi occhi e di una coda molto lunga. Le dimensioni e la forma del corpo ricordano moltissimo quelle del bassarisco attuale, un piccolo parente dei procioni vivente in Centroamerica. Questo animale si distingueva da altre forme simili per l'estrema riduzione (o addirittura la scomparsa, in alcuni casi) del secondo molare superiore, e per la forma allungata del trigonide del carnassiale inferiore, che aveva una forma tagliente anche a causa della forma particolare del metaconide.
La dentatura superiore era specializzata: il carnassiale superiore presentava un denticolo accessorio, posteriore nella parte esterna, e la parte interna del primo molare superiore era molto allargata. Il cranio assomigliava, nella forma generale, a quello di molti mustelidi attuali. La cresta sagittale era sdoppiata, la regione facciale era molto corta e la scatola cranica era allungata. La bolla timpanica, con un meato uditivo ossificato, assomigliava a quella degli ursidi, e nella parte posteriore era presente una piccola apofisi paroccipitale libera. Il forame carotideo era nettamente spostato in avanti, mentre non era presente il canale dell'alisfenoide.

## Classificazione
Il genere Plesictis venne istituito da Pomel nel 1846; la specie più nota è Plesictis lemanensis, del Miocene inferiore della Francia; questa specie è nota grazie a numerosi resti fossili tra cui crani molto ben conservati. Altre specie, come P. julieni, P. robustus, P. branssatensis, P. genettoides (la specie tipo), P. stenogalinus, erano diffuse tra l'Oligocene superiore e il Miocene inferiore in Europa (Francia, Germania, Svizzera); alcune di queste specie, però, potrebbero non appartenere al genere Plesictis. Fossili attribuiti a questo genere sono stati ritrovati anche in Georgia.
Plesictis è stato avvicinato ai procionidi, a causa dell'aspetto simile a quello del bassarisco, ma alcune analisi delle caratteristiche dentarie hanno indicato che Plesictis potrebbe essere un membro arcaico dei mustelidi.

## Paleoecologia
Si pensa che questo animale fosse un cacciatore arboricolo e notturno. A giudicare dal tipo di dentatura, il plesitto doveva essere onnivoro.